# Diporiphora albilabris
Diporiphora albilabris är en ödleart som beskrevs av  Storr 1974. Diporiphora albilabris ingår i släktet Diporiphora och familjen agamer. IUCN kategoriserar arten globalt som livskraftig.

## Underarter
Arten delas in i följande underarter:
- D. a. sobria
- D. a. albilabris